# Ланчић (Иванец)
Ланчић је насељено место у Републици Хрватској у Вараждинској жупанији. Административно је у саставу града Иванца. Простире се на површини од 0,49 км2

## Становништво
На попису становништва 2011. године, Ланчић је имао 299 становника.
Према попису становништва из 2001. године у насељу Ланчић живела су 322 становника. који су живели у 86 породичних домаћинстава Густина насељености је 657,14 становника на км2
Кретање броја становника по пописима 1857—2001.
| година пописа  | 1857. | 1869. | 1880. | 1890. | 1900. | 1910. | 1921. | 1931. | 1948. | 1953. | 1961. | 1971. | 1981. | 1991. | 2001. |
| бр. становника | 137   | 130   | 159   | 191   | 236   | 285   | 276   | 297   | 286   | 299   | 310   | 311   | 347   | 338   | 322   |

## Попис1991.
На попису становништва 1991. године, насељено место Ланчић је имало 338 становника, следећег националног састава:
| Попис 1991.‍ | Попис 1991.‍ | Попис 1991.‍ | Попис 1991.‍ | Попис 1991.‍ |
| ----------- | ----------- | ----------- | ----------- | ----------- |
|             |             |             |             |             |
| Хрвати      | Хрвати      |             | 335         | 99,11%      |
| Словенци    | Словенци    |             | 1           | 0,29%       |
| Срби        | Срби        |             | 1           | 0,29%       |
| непознато   | непознато   |             | 1           | 0,29%       |
| укупно: 338 |             |             |             |             |